# Friedrich Jacobshagen
Friedrich Jacobshagen (* 24. April 1884 in Hämelschenburg; † nach 1933) war ein deutscher Geodät, Landwirt und Politiker (DNVP).

## Leben
Nach dem Besuch des Realgymnasiums in Einbeck studierte Jacobshagen Geodäsie an der Rheinischen Friedrich-Wilhelms-Universität Bonn. Er arbeitete von 1906 bis 1919 als Landmesser bei der Ansiedlungskommission in Posen und war von 1919 bis 1926 als praktischer Landwirt auf seinem eigenen Bauernhof in Stolz tätig. Im Anschluss wurde er wieder in den Staatsdienst einberufen und wirkte als Regierungslandmesser am Mayener Kulturamt. Seinen Wehrdienst leistete Jacobshagen als Einjährig-Freiwilliger beim 4. Hannoversches Infanterie-Regiment Nr. 164 in Hameln. Danach war er Reserveoffizier beim Infanterie-Regiment „König Ludwig III. von Bayern“ (2. Niederschlesisches) Nr. 47, mit dem er am Ersten Weltkrieg teilnahm und an der Westfront eingesetzt wurde.
Während der Zeit der Weimarer Republik trat Jacobshagen in die DNVP ein, für die er im März 1933 in den Preußischen Landtag gewählt wurde. Außerdem war er Anfang der 1930er Jahre Führer des Gaues Vordereifel des Wehrverbands Stahlhelm.